# Muojärvi och Kirpistö
Muojärvi och Kirpistö är  sjöar i Finland. De ligger i kommunen Kuusamo i landskapet Norra Österbotten, i den nordöstra delen av landet, 700 km norr om huvudstaden Helsingfors. Muojärvi och Kirpistö ligger 253 meter över havet. Deras största djup är  36,5 meter. Arean är 76,16 kvadratkilometer och strandlinjen är 241,2 kilometer lång. Sjön  ingår i Kems huvudavrinningsområde. 
De båda sjöarna är skilda av ett näs, så att den betydligt större Muojärvi i söder förenas med den mindre Kirpistö i norr genom ett sund genom Kajavajärvi. På näset ligger bebyggelsen Kajava.
Sjöarna formar en bifurkation: 95 procent av vattnen från sjöarna rinner till floden Kems (finska: Vienan Kemi) avrinningsområde till sydväst men 5 procent rinner till norr in i Koundaälvens (finska: Koutajoki) avrinningsområde.